# No Stone Unturned
No Stone Unturned è un album raccolta dei Rolling Stones, pubblicato in Inghilterra, post-contratto, dalla casa discografica Decca Records nell'ottobre 1973. Al contrario di molte altre raccolte della Decca dei primi anni '70 questa è interessante per la presenza di facciate "B" di famosi 45 giri.

## Tracce
Lato A
1. Poison Ivy – 2:35
2. The Singer Not the Song – 2:27
3. Surprise Surprise – 2:30
4. Child of the Moon – 3:09
5. Stoned – 2:09
6. Sad Day – 3:01

Lato B
1. Money – 2:32
2. Congratulations – 2:28
3. I’m Moving On – 2:13
4. 2120 South Michigan Avenue – 2:09
5. Long Long While – 3:00
6. Who’s Driving Your Plane – 3:14